# مارتن هوليس
مارتن هوليس (بالإنجليزية: Martin Hollis)‏ هو فيلسوف بريطاني، ولد في 14 مارس 1938 في لندن في المملكة المتحدة، وتوفي في 27 فبراير 1998 في نورتش في المملكة المتحدة.